# Pendolarità
Pendolarità (Trends) è un racconto di fantascienza di Isaac Asimov pubblicato per la prima volta nel 1939 sul numero di luglio della rivista Astounding Science Fiction.
Successivamente è stato incluso in varie antologie, tra cui Asimov Story (The Early Asimov) del 1972.
È stato pubblicato varie volte in italiano a partire dal 1973, anche con il titolo Oscillazioni.

## Storia editoriale
Nel 1938 Asimov aveva trovato un impiego part time come dattilografo presso la National Youth Administration; stava trascrivendo il manoscritto di un sociologo, un saggio sulle resistenze alle innovazioni quando ebbe l'idea di scrivere un racconto sulla riluttanza ai voli spaziali da parte della società. Il racconto, inizialmente intitolato Ad Astra, dalla locuzione latina per aspera ad astra, fu terminato il 21 dicembre 1938 e subito sottoposto al giudizio di John W. Campbell, l'allora direttore della rivista Astounding. Campbell chiese ad Asimov di apportare alcune modifiche all'opera, cosa che l'autore fece, ricevendo un compenso di 69 dollari; fu pubblicato nel numero di luglio 1939 con il titolo cambiato in Trends. Fu il secondo racconto venduto da Asimov nonché il terzo ad essere pubblicato.

## Trama
Nell'anno 2008 Clifford McKenny racconta la storia di come il suo vecchio capo, John Harman, stava preparando un razzo, il Prometheus, per lanciarlo verso la Luna nel 1973. Il giorno prima del lancio, il 14 luglio 1973, il giornale Clarion denuncia Harman come un empio blasfemo perché osa profanare i cieli con un razzo e minaccia che, se il governo non lo fermerà, la cittadinanza infuriata potrebbe dover occuparsi direttamente della faccenda. Il capo dell'istituto di ricerca per cui Harman lavora cerca di dissuaderlo, vista la fortissima opposizione popolare al progetto, ma Harman si rifiuta di dargli retta.
Il giorno previsto per il decollo Harman entra nel Prometheus e si prepara al lancio, ma inaspettatamente il razzo esplode, uccidendo ventotto membri di una folla ostile guidata dal potente predicatore Otis Eldredge. McKenny apprende che il suo collega Shelton ha sabotato il razzo. Il giorno dopo, una folla ostile con a capo un Eldredge ferito si raduna presso l'ospedale in cui è ricoverato Harman e a stento si evita un linciaggio. Nel giro di una settimana il Congresso fa passare una legge che rende illegali i progetti sui razzi. McKenny si rende conto che ad Harman verrà impedito di lasciare l'ospedale, quindi lo fa uscire di nascosto per nasconderlo nella fattoria di suo zio in Minnesota.
Dopo sei mesi Harman si sta preparando a ripetere il tentativo. McKenny viene mandato a Chicago a prelevare tutta la fortuna personale di Harman e a reclutare una manciata di tecnici fidati. Nell'arco dei cinque anni successivi Harman supervisiona la costruzione del New Prometheus. Nello stesso periodo i seguaci di Eldredge ottengono il controllo del Congresso, che crea l'Ufficio Federale Investigativo sulla Ricerca Scientifica con lo scopo di esaminare e controllare tutta la ricerca scientifica. La morte di Eldredge nel 1976 non ferma i suoi sostenitori, che continuano nelle loro attività di restrizione della ricerca scientifica.
Il 25 marzo 1978 l'Ufficio Federale Investigativo sulla Ricerca Scientifica promulga l'editto di Pasqua, vietando di fatto tutta la ricerca scientifica indipendente. Il mese successivo Harman lancia il New Prometheus e riesce a compiere una traiettoria di ritorno libero attorno alla Luna. Harman atterra nei pressi di Washington, al di là del fiume Potomac e prima di collassare annuncia di essere stato sulla Luna. La notizia dell'impresa di Harman, insieme all'assenza di Eldredge e allo scontento popolare sulle politiche estremiste dell'Ufficio Federale Investigativo sulla Ricerca Scientifica, provoca una forte reazione contro il movimento antiscientifico, mentre Harman viene acclamato come un eroe.

## Edizioni
- (EN) Isaac Asimov, Trends, in Astounding Science Fiction, illustrato da Orban, vol. XXIII, n. 5, 1ª ed., New York, Street & Smith Publications, Inc., luglio 1939,  pp. 33-46. URL consultato l'11 aprile 2025. Ospitato su Internet Archive.

- Isaac Asimov, Pendolarità, in Asimov Story n.1, Urania, n. 625, Milano, Mondadori, 1973.